# 吐鲁番锦鸡儿
吐鲁番锦鸡儿（学名：Caragana turfanensis）为豆科锦鸡儿属下的一个种。

## 扩展阅读
- 維基物種上的相關：吐鲁番锦鸡儿